# Ixora brunnescens
Ixora brunnescens är en måreväxtart som beskrevs av Wilhelm Sulpiz Kurz. Ixora brunnescens ingår i släktet Ixora och familjen måreväxter. Inga underarter finns listade i Catalogue of Life.